# Día de la Provincia de Málaga
El día de la Provincia de Málaga se celebra el 26 de abril de cada año. En este día tiene lugar la entrega de la Medalla de oro de la provincia de Málaga, que se concede a ciudadanos que destacan en los diferentes ámbitos de la cultura, el arte, la ciencia, la investigación, la docencia, el deporte, las actuaciones solidarias, la protección al medio ambiente, el emprendimiento económico, etc. 

## Orígenes
A pesar de que la Diputación de Málaga existe desde el año 1836 el día de Málaga conmemora la fecha del 26 de abril de 1979, que es el día en que la Diputación pasó a ser un organismo democrático.